# Лейбористская партия (Нигерия)
Лейбористская партия (англ. Labour Party) — социал-демократическая политическая партия в Нигерии. Она была создана в 2002 году под названием Партия за социал-демократию (Party for Social Democracy), но уже через год приняла нынешнее название..

## История
Партия была образована в 2002 году как «Партия за социал-демократию» и учреждена Конгрессом труда Нигерии . Ее название было официально изменено на Лейбористскую партию после всеобщих выборов 2003 года. В 2007 году Олусегун Мимико успешно баллотировался на пост губернатора штата Ондо под знаменем Лейбористской партии в течение двух сроков (2009—2017 годы).
После смерти национального председателя Альхаджи Абдулкадира Абдулсалама в 2020 году партия пережила серьезный кризис руководства. Барристер Юлиус Абуре, который был национальным секретарем Лейбористской партии, был избран новым председателем Национального исполнительного совета Лейбористской партии в 2021 году.
Бывший губернатор штата Анамбра Петер Оби присоединился к партии после ухода из Народно-демократической партии. Это решение было вызвано его неспособностью получить необходимую поддержку, необходимую для победы на быстро приближающихся внутрипартийных выборах. Он стал кандидатом в президенты от Лейбористской партии в 2023 году после того, как остальные кандидаты отказались от участия в выборах, что сделало его единственным претендентом.
Незадолго до всеобщих выборов в Нигерии в 2023 году партия получила поддержку как Конгресса труда Нигерии, так и Конгресса профсоюзов Нигерии. Федерации профсоюзов посоветовали своим членам голосовать за Петера Оби. Это был первый случай, когда профсоюзные федерации федерации выразили явную поддержку политической партии. Хотя Оби занял только третье место, но набрал более миллиона голосов (25,40% от общего числа). Партия также улучшила свои показатели на парламентских выборах до 35 (с 10) мест в нижней палате и до 8 (с 0) в верзней. Это отображало рост численности и поддержки партии после перехода сторонников Оби в её ряды. Алекс Отти, кандидат на пост губернатора от Лейбористской партии в штате Абиа, стал единственным избранным губернатором от партии в 2023 году.

## Партийная символика

### Логотип партии
Логотип партии представляет собой колесо, в центре которого выгравированы мужчина и женщина с ребенком.
Колесо символизирует промышленность и труд как основу экономического расширения прав и возможностей населения и процветания нации, то есть непрерывного экономического роста и развития. Связь между колесом и мужчиной, женщиной и ребенком означает, что управление, экономическое и социальное развитие должны вести к прогрессу людей.

### Флаг партии
Флаг партии состостоит из двух полос — красной и зеленой, обе одинакового размера, расположены вертикально: красный цвет представляет преобразование, а зеленый представляет сельское хозяйство. Логотип партии находится в центре флага.

## Участие на выборах

### Президентские выборы
| Год  | Кандидат                 | Кандидат на пост вице-президента | Голоса    | %       | Результат       |
| ---- | ------------------------ | -------------------------------- | --------- | ------- | --------------- |
| 2019 | Alh. Muhammed Usman Zaki | Chief Ezekiel Akpan              | 5,074     | 0.019 % | Потеряно        |
| 2023 | Peter Obi                | Yusuf Datti                      | 6,101,533 | 25.40 % | Рассматривается |

### Губернаторские выборы
| Год  | Штат       | Кандидат        | Голоса  | Результат |
| ---- | ---------- | --------------- | ------- | --------- |
| 2007 | Ondo State | Olusegun Mimiko | 226,051 | Победа    |
| 2012 | Ondo State | Olusegun Mimiko | 260,199 | Победа    |
| 2023 | Abia State | Alex Otti       | 175,467 | Победа    |

### Выборы в палату представителей и Сенат
| Год  | Палата представителей | Палата представителей | Сенат    | Сенат |
| Год  | Места                 | +/-                   | Места    | +/-   |
| ---- | --------------------- | --------------------- | -------- | ----- |
| 2003 | 0 из 360              | -                     | 0 из 109 | -     |
| 2007 | 1 из 360              | 1                     | 0 из 109 | 0     |
| 2011 | 8 из 360              | 7                     | 4 из 109 | 4     |
| 2015 | 1 из 360              | -7                    | 0 из 109 | -4    |
| 2019 | 1 из 360              | 0                     | 0 из 109 | 0     |
| 2023 | 35 из 360             | 34                    | 8 из 109 | 8     |